# Gustave Callier

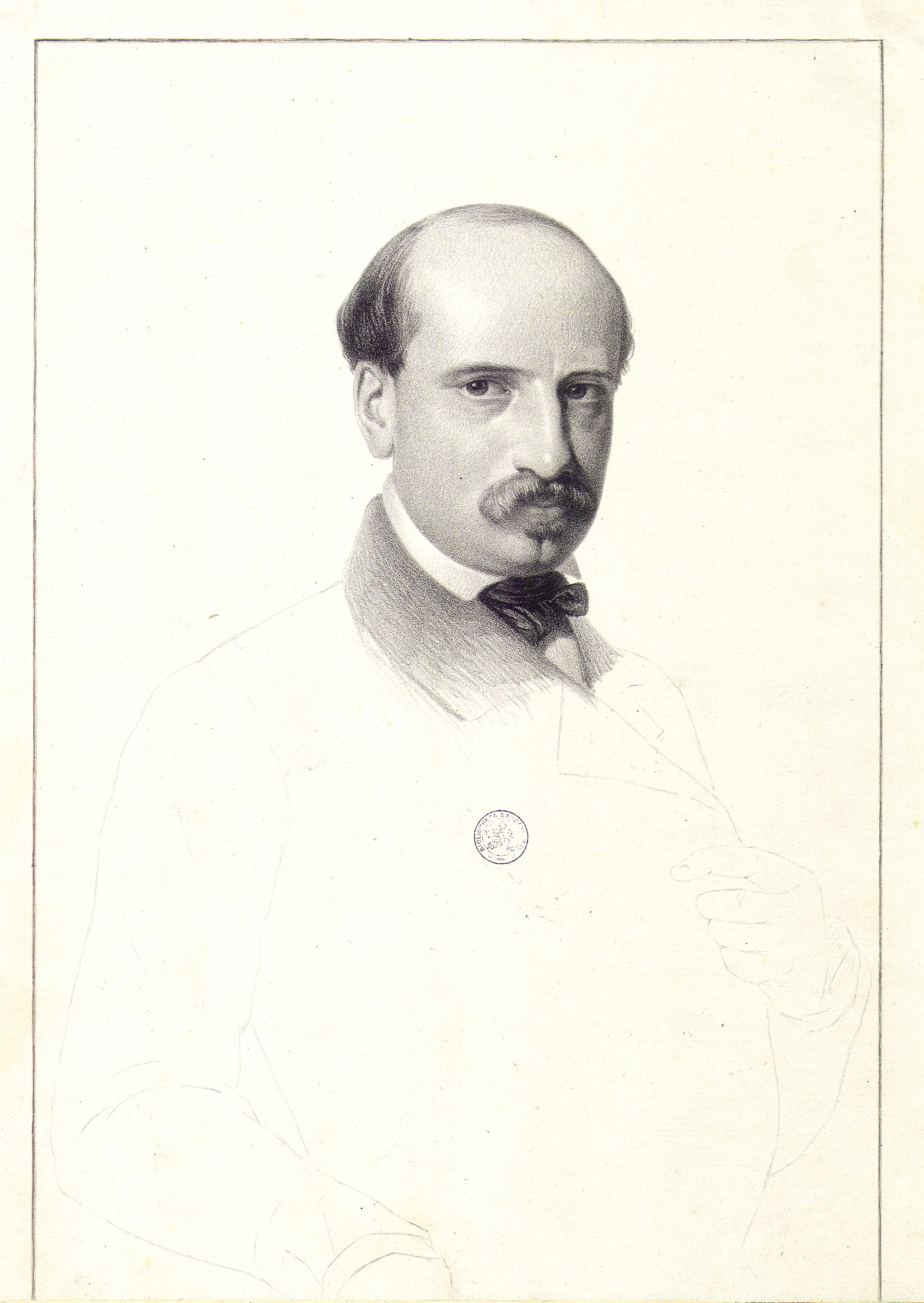
Gustave Callier

Gustave Callier (Gent, 18 februari 1819 - Gent, 9 september 1863) was hoogleraar in de wijsbegeerte aan de Gentse universiteit. 

## Levensloop
Callier zetelde van 1856 tot 1863 in de Gentse gemeenteraad en was er van 1858 tot zijn overlijden schepen van Financiën, Schone Kunsten en Openbaar Onderwijs.
Hij zette zich vooral in voor het stedelijk onderwijs, dat onder zijn bewind een grote uitbreiding kende.
Hij was de vader van Gents gemeenteraadslid Albert Callier en van liberaal volksvertegenwoordiger Hippolyte Callier.
Gustave Callier rust op de Westerbegraafplaats, waar hij begraven ligt in een familiekelder samen met zijn politieke vriend François Laurent.
Zijn naam wordt in de herinnering bewaard door de Gustave Callierlaan.